# Lista fiordów Islandii

Najważniejsze fjordy w Islandii.

Poniżej znajduje się lista najważniejszych fiordów Islandii
- Faxaflói
- Hvalfjörður
- Borgarfjörður
- Breiðafjörður
- Hvammsfjörður
- Ísafjarðardjúp
- Húnaflói
- Skagafjörður
- Eyjafjörður
- Skjálfandi
- Öxarfjörður
- Vopnafjörður
- Héraðsflói
- Seyðisfjörður
- Reyðarfjörður
- Norðfjörður
- Hrútafjörður
- Kollafjörður
- Steingrímsfjörður
- Eskifjörður
- Mjóifjörður
- Fáskrúðsfjörður
- Siglufjörður
- Héðinsfjörður
- Ólafsfjörður
- Hornafjörður
- Jökulfirðir
- Muðfjörður